# 1814 Bach
Az 1814 Bach (ideiglenes jelöléssel 1931 TW1) a Naprendszer kisbolygóövében található aszteroida. Karl Wilhelm Reinmuth fedezte fel 1931. október 9-én.